# Darlan Romani
Darlan Romani (Concórdia, estado de Santa Catarina, Brasil, 9 de abril de 1991) es un atleta de nacionalidad brasileña. Su especialidad es el lanzamiento de bala, y en su carrera deportiva ha logrado una medalla de oro en el Campeonato Mundial en Pista Cubierta, en los Juegos Panamericanos, un triunfo en la Copa Continental de la IAAF, dos medallas de oro en el campeonato iberoamericano, así como el 4.º lugar en los Juegos Olímpicos de 2020 y el 4.º lugar en el Campeonato Mundial de 2019.

## Trayectoria deportiva
Inició su instrucción en el atletismo en las escuelas de la Fundación Municipal de Concórdia, y ya en el 2010 era subcampeón sudamericano sub-18 con una marca de 17,06 m (5kg) en la ciudad de São Paulo. Posteriormente asistió al campeonato mundial júnior de Moncton donde logró ubicarse en la séptima posición con un registro de 18,58 m (6kg). El 6 de mayo de 2012 obtuvo la marca de 19,03 m en la misma ciudad de São Paulo, lo que le convirtió en el primer atleta brasileño que lograba una distancia superior a los 19 m. Ese mismo año, el 9 de septiembre, superó los 20 m con un tiro de 20,48 m en Maringá. 
El 2013 compitió por primera vez en el campeonato sudamericano de atletismo, celebrado en Cartagena de Indias, y se adjudicó la medalla de plata con un tiro de 19,64 m. De igual forma, el 2014 se ubicó en el segundo puesto de los Juegos Suramericanos de Santiago de Chile con una marca de 19,96 m y también en el campeonato iberoamericano con un lanzamiento de 19,64 m,  en ambas ocasiones por detrás del argentino Germán Lauro. El 10 de octubre del mismo año mejoró su marca personal a 20,84 m.
El 4 de abril de 2015 elevó su registro personal a 20,90 m en São Paulo. Con este antecedente se presentó a tres importantes citas atléticas: primero en el campeonato sudamericano de Lima donde fue medalla de plata con 20,32 m, y posteriormente debutó tanto en los Juegos Panamericanos celebrados en Toronto donde se posicionó sexto con un tiro de 19,74 m, como en el campeonato mundial de Pekín en el que no pasó de la fase de clasificación con una marca de 19,86 m.
El 2016 se preparó para tomar parte de los Juegos Olímpicos a celebrarse en Río de Janeiro. Con ese objetivo participó en mayo en el campeonato iberoamericano donde se alzó por primera vez con la medalla dorada del evento con un tiro de 19,67 m.  Animado por el público local, el desempeño de Romani en la justa olímpica fue notable al lograr el tercer puesto de su grupo clasificatorio con una nueva marca personal de 20,94 m, lo que le dio el pase a la final de la prueba donde se ubicó en la quinta posición con otro nuevo registro personal de 21,02 m, un logro inédito para un lanzador de bala de nacionalidad brasileña, ya que el único antecedente en la prueba había sido Antônio Pereira Lira quien tomó parte de los Juegos Olímpicos de Berlín de 1936.
Esa temporada también se estrenó en marzo en el campeonato mundial en pista cubierta de Portland (18° con 18,50 m) y en agosto y septiembre en la Liga de Diamante con participaciones en París (10.º con 19,47 m) y Zúrich (8.º con 20,19 m), respectivamente.
En el 2017 Romani alcanzó un nuevo hito en su carrera. Fue el 3 de junio en São Bernardo do Campo durante el Prêmio Brasil Caixa de Atletismo donde estableció un nuevo récord sudamericano de 21,82 m. Asimismo, ese mismo mes ganó por primera vez la medalla de oro en el campeonato sudamericano de Luque con un tiro de 21,02 m. Tras dos presentaciones en la Liga de Diamante en Lausana (10.º con 20,07 m) y Rabat (6.º con 21,08 m) asistió en agosto a su segundo campeonato mundial, celebrado en Londres, donde se ubicó octavo con 20,21 m.
En la temporada del 2018 asistió por segunda vez al  campeonato mundial en pista cubierta, realizado en Birmingham, y fue cuarto con una marca de 21,37 m. Para el mes de mayo mejoró su marca personal  y sudamericana en la reunión de Białystok con 21,94 m para un primer puesto, la que fue superada en Eugene por la Liga de Diamante con un lanzamiento de 21,95 m que le ubicó tercero. En julio fue segundo en Lausana con 21,38 m, y en Mónaco nuevamente tercero con 21,70 m. Para el mes de agosto se hizo de su segunda medalla de oro consecutiva en el campeonato iberoamericano de Trujillo con un tiro de 20,40 m, y acabó su participación en la Liga de Diamante ubicándose cuarto en la final de Zúrich con una marca de 21,94 m. Sin embargo, en representación del equipo de las Américas y en contra de los pronósticos, se llevó el primer lugar de la Copa Continental donde superó al neozelandés Tom Walsh, campeón mundial del 2017.
Para la temporada 2019 Romani fue uno de los protagonistas de la prueba en los torneos internacionales. Ganó por segunda vez en el campeonato sudamericano con un registro de 21 m, mientras que obtuvo su primer triunfo en la Liga de Diamante en la reunión de Prefontaine Classic donde lanzó la bala a 22,61 m, nuevo récord no solamente personal y continental sino de la misma reunión y de la liga. Posteriormente se presentó en agosto a los Juegos Panamericanos de Lima donde se alzó por primera vez con la medalla de oro (22,07 m) mientras que en la final de la Liga de Diamante, en Bruselas, fue segundo con una marca de 22,15 m. 
En el Campeonato Mundial de Atletismo de 2019, celebrado en Doha, Darlan participó en la prueba de mayor nivel técnico de la historia. Las marcas de 22,91 my 22,90 m se lograron por primera vez desde 1990. Los cuatro primeros lanzaron más de 22 metros y batieron el antiguo récord del Campeonato del Mundo de 22,23 m. El neozelandés Tom Walsh fue el primero en alcanzar los 22,90 m en su primer lanzamiento, marcando su mejor marca personal, el récord de Oceanía y una distancia que parecía imposible de superar. Darlan logró 22,53 m en su segundo intento y hasta la última ronda se mantuvo en el tercer lugar, dando la impresión de que ganaría la medalla de bronce. Sin embargo, en la última ronda, el campeón olímpico Ryan Crouser (que quedó en 2º lugar) igualó la marca de Walsh, y poco después, su compatriota Joe Kovacs, un veterano de este deporte, campeón del mundo en Londres 2017, pero que nunca había tirado por encima de los 22,57 m, que ocupaba el cuarto lugar de la prueba, realizó un lanzamiento de 22,91 m, el mejor del mundo desde los años 1990, para ganar la medalla de oro. Incluso con un tiro de alto nivel y la segunda mejor marca de su carrera, Darlan solo quedó en cuarto lugar. Fue, sin embargo, la mejor posición de la historia de Brasil en este campeonato. Esta prueba fue considerada la mejor de las finales de la lanzamiento de bala de la historia.

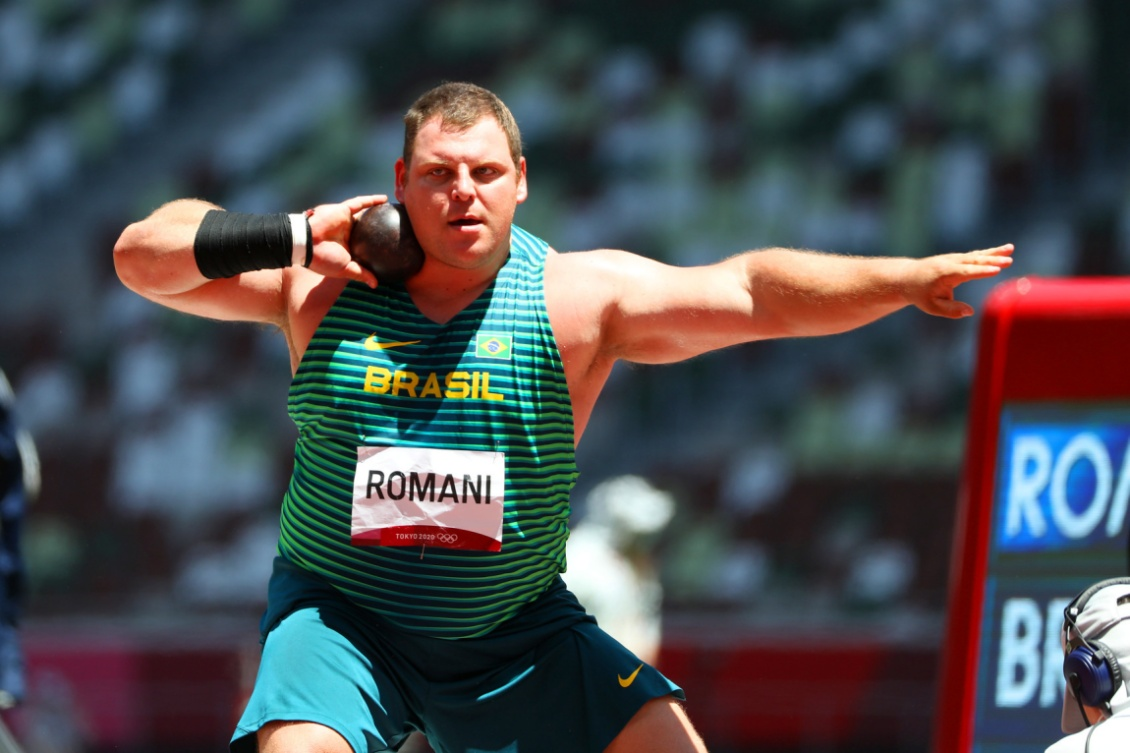
Darlan en Tokio 2020

Romani tuvo varias complicaciones para entrenar en 2020 y 2021: él y su familia pagaron COVID. Darlan perdió 10 kg en 14 días. Como su centro de formación cerró en 2020, tuvo que improvisar en el terreno al lado de su casa. Sin el equipo adecuado para entrenar, a principios de 2021, el dolor de una hernia de disco obligó a Darlan a tomar un descanso de 45 días de rehabilitación. Romani también tuvo problemas al no poder entrenar con su entrenador durante varios meses. Romani superó estas probabilidades y se clasificó para los Juegos Olímpicos. Participando en los Juegos Olímpicos de Tokio 2020, Romani se clasificó tranquilamente para la final con una marca de 21m31. En la final, Romani hizo un buen primer tiro de 21,88m, pero, al no estar en plena forma por problemas en la previa de los Juegos, no pudo acertar por encima de los 22 metros en los tiros posteriores, acabando en 4.º lugar. La medalla de bronce fue para Tom Walsh con 22,47 m. La 4.ª posición, sin embargo, es la mejor de la historia de Brasil en esta competición en los Juegos Olímpicos.
El 19 de marzo de 2022, en el Campeonato Mundial de Atletismo en Pista Cubierta de 2022, Romani logró la mayor hazaña de su carrera al convertirse en Campeón del Mundo, derrotando a Ryan Crouser, actual plusmarquista mundial y campeón olímpico del evento, quien no había perdido ninguna competencia en los últimos tres años. Romani superó con creces su récord sudamericano bajo techo de 21m71, que se había establecido un mes antes. Alcanzó la marca de 22m53 (la 3.ª mejor de su carrera en la general), batiendo el récord de los Campeonatos del Mundo en Pista Cubierta y quedando a 29 cm del récord del mundo en Pista Cubierta.
En el Campeonato Mundial de Atletismo de 2022, a pesar de haber alcanzado hitos en su carrera que podrían haberle llevado a una medalla de bronce, Romani no pudo lanzar más de 22 metros en la final, quedando quinto, con una marca de 21,92m.
En el Campeonato Mundial de Atletismo de 2023, Romani volvió a tener la oportunidad de ganar una medalla. En la clasificación clasificó en 1º lugar, con una marca de 22,37m, lo que le daría la medalla de plata. Sin embargo, no logró realizar buenos tiros en la final, terminando octavo con una marca de 21,41 m.
En los Juegos Panamericanos de 2023, Romani se proclamó bicampeón del evento, ganando el oro con una marca de 21,36 m.

## Vida privada
Darlan Romani tiene el grado de Sargento 3.º de la Fuerza Aérea Brasileña.

## Marcas personales
| Prueba                               | Marca   | Lugar           | Fecha      |
| ------------------------------------ | ------- | --------------- | ---------- |
| Lanzamiento de bala                  | 22,61 m | Palo Alto (USA) | 30/06/2019 |
| Lanzamiento de bala (pista cubierta) | 22,53 m | Belgrado (SER)  | 19/03/2022 |